# قطعنامه ۵۶۸ شورای امنیت
قطعنامه ۵۶۸ شورای امنیت سازمان ملل متحد که در تاریخ ۲۱ ژوئن ۱۹۸۵ تصویب شد، سندی بین‌المللی دربارهٔ بوتسوانا-آفریقای جنوبی است. این قطعنامه طی نشست ۲۵۹۹ام با ۱۵ موافق، ۰ مخالف و ۰ ممتنع تصویب شد.